# Burger & Cie
Le groupe Burger & Cie est une entreprise familiale spécialisée dans l'aménagement extérieur, les garde-corps et la construction bois.

## Historique
L'entreprise a été fondée en 1847 à Sainte-Marie-aux-Mines. En 1976, un nouveau site de production est créé dans la zone industrielle de Lièpvre. Dix ans plus tard, l'usine de Sainte-Marie-aux-Mines est définitivement fermée et toute sa production concentrée sur le seul site de Lièpvre.

### Jardipolys
Le groupe Burger rachète la marque Jardipolys du groupe Dubois Jardins. La marque est spécialisée dans les produits dédiés à l'aménagement extérieur. Les produits de la marque Jardipolys sont fabriqués dans les usines françaises et européennes du groupe Burger et n'utilisent que des essences de bois issues de forêts gérées durablement. En 2024, le groupe vend sa marque d'aménagement extérieur au groupe Forest Style déjà détenteur des marques Forest Style et Soulet.

### Booa
En 2011, Bertrand Burger créé la société Booa, filiale du groupe spécialisée dans la construction de maisons à ossature bois. Durant l'année 2019 et après plusieurs mois de travaux, la société Booa et ses 60 salariés déménagent dans les locaux de l'ancienne charcuterie du Val d’Argent à Châtenois.

### Grad
La société Grad créée en 1988 à Niedermodern est rachetée en 2016 par le groupe Burger. L'entreprise Grad est spécialisée dans les aménagements extérieurs et les systèmes de fixation pour les terrasses. À la suite du déménagement de l'entreprise Booa à Châtenois, le groupe Burger investit 20 millions d’euros dans un nouveau site de production à côté de l'usine actuelle à Lièpvre.

## Organisation
Le groupe Burger est une entreprise familiale. En 1995, Bertrand Burger succède à son père Raymond à la tête de l'entreprise. En 2021, il décide de prendre sa retraite et transmet la direction à ses deux enfants Paul et Lou Burger.